# Emanuel Scrope (1er comte de Sunderland)

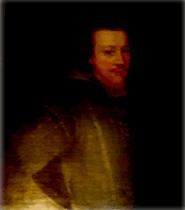

Emanuel Scrope, 1er comte de Sunderland, 11e baron Scrope de Bolton (1er août 1584 - 30 mai 1630) est un noble anglais. Il est Lord Président du Conseil du Roi pour le Nord.

## Famille
Il est le seul enfant de Thomas Scrope, 10e baron Scrope de Bolton, et de son épouse Philadelphia Carey, sœur de Robert Carey, 1er comte de Monmouth et parent d'Élisabeth Ire d'Angleterre. Il est créé comte de Sunderland le 19 juin 1627. En 1609, il épouse Lady Elizabeth Manners, fille de John Manners, 4e comte de Rutland et Elizabeth Charlton. Ils ont quatre enfants qui sont tous morts jeunes. Il laisse ses domaines à ses enfants illégitimes, pas à ses proches héritiers légitimes, enrichissant ainsi des familles telles que les Paulets (futurs ducs de Bolton) et les Howes (futurs comtes Howe). 
Par sa servante et maîtresse Martha Jeanes, ou Janes, il a un fils nommé John Jeans Scrope et trois filles, qui ont toutes survécu et laissé une descendance. Parmi eux, la fille aînée Mary (décédée en 1680) épouse Charles Paulet, 1er duc de Bolton, et est devenue duchesse de Bolton ; la deuxième fille Elizabeth (née en 1627) épouse un autre pair, Thomas Savage, 3e comte Rivers ; la troisième fille nommée Annabella Scrope (1629–1703) hérite de Langar, Nottinghamshire et épouse John Grubham Howe, plus tard de Langar. Leur fils Scrope Howe devient le 1er vicomte Howe,. Sunderland laisse à son fils illégitime son domaine non exploité très considérable et le Château de Bolton lui-même par un règlement daté du 20 mai 1629; ce fils mourant en 1646 a laissé son domaine entre ses trois sœurs, et Bolton Castle à sa sœur aînée Mary. En 1663, Annabella, la seule fille à ne pas être l'épouse d'un pair ou futur pair, est élevée par Charles II d'Angleterre au rang et à la dignité des filles d'un comte, un honneur inhabituel pour les filles illégitimes d'un simple pair. La fille aînée Mary hérite et transmet le château de Bolton à son mari Charles Paulet, qui a finalement été créé duc de Bolton . 
Une partie de la succession est passée aux descendants de ses grandes-tantes. La baronnie Scrope de Bolton était ainsi appauvrie, et le nouveau titulaire de ce titre, en tant que femme (issue de sa tante), n'a jamais été convoquée au Parlement, pas plus que ses descendants (catholiques). 
Ayant hérité de Bolton Castle, John, comme une grande partie du Yorkshire, se déclare pour le roi pendant la guerre civile anglaise. De l'automne 1644 à novembre 1645, le château est assiégé par les forces parlementaires, Sir John ne se rendant qu'après avoir mangé le dernier des chevaux et tous les autres animaux, avec la garnison à l'intérieur affamée. En guise de punition, une grande partie du château est détruit, et John Scrope est condamné à une amende de 7 000 £.